# チェスカー・カメニツェ - チェスカー・リーパ線
チェスカー・カメニツェ - チェスカー・リーパ線（チェコ語;Železniční trať Česká Kamenice – Česká Lípa）は、鉄道旅行者クラブ交通の鉄道線の名称である。
チェスカー・カメニツェ～カメニツキー・シェノフまでの区間のみで臨時列車が運行していて、この区間は1886年にチェコ北部鉄道により開業した。

## 運行形態[2]
- カメニツキー・モトラーチェク号：　ベネショフ - カメニツェ - シェノフ　【夏季および春・秋の土曜・休日運行】
夏季は毎日運行で、一日あたり平日4往復、休日6往復運行される。春季・秋季は土曜・休日のみの運行で、一日6往復の運行となる。冬季は運休する。
過去の運行形態
2018年以前、夏季の金曜日、一日1往復のみ旧型客車による快速「ルジツキー・モトラーチェク」号が運行されていた。081号線と直通し、リベレツ - チェスカー・カメニツェ - カメニツキー・シェノフの系統で運行していた。
2019-21年は、快速が運休した代わりに、夏季は毎日5往復、春季・秋季は土曜・休日のみ一日4往復のシャトル便が設定され、081号線とは直通していなかった。
2022年度より、土曜・休日全般で6往復に増発される一方、夏季の平日は4往復に減便となった。
2025年度より、平日・休日とも一日5往復の運行となった。全列車が081号線のベネショフまたはヂェチーンまで直通となった。

## 駅一覧
以下では、チェスカー・カメニツェ - チェスカー・リーパ線の駅と営業キロ、停車列車、接続路線などを一覧表で示す。快速列車のみが運行されるが、全て各駅停車である。
| 路線名 | 駅名                                       | 駅間営業キロ | 累計営業キロ | 接続路線 | 所在地       | 所在地               |
| ------ | ------------------------------------------ | ------------ | ------------ | -------- | ------------ | -------------------- |
| 082    | チェスカー・カメニツェ駅                   | -            | -4.5         | 081号線  | ウースチー州 | ヂェチーン郡         |
| 082    | カメニツキー・シェノフ駅                   | 4.5          | 0.0          |          | リベレツ州   | チェスカー・リーパ郡 |
| 082    | ホルニー・プリスク駅                       | 2.2          | 2.2          |          | リベレツ州   | チェスカー・リーパ郡 |
| 082    | カメニツキー・シェノフ上駅                 | 2.4          | 4.6          |          | リベレツ州   | チェスカー・リーパ郡 |
| 082    | ノヴィー・オルドルジホフ駅                 | 3.8          | 8.4          |          | リベレツ州   | チェスカー・リーパ郡 |
| 082    | ミストロヴィツェ駅                         | 1.2          | 9.6          |          | リベレツ州   | チェスカー・リーパ郡 |
| 082    | ノヴァー・ヴェス・ウ・チェスケー・リーピ駅 | 2.3          | 11.9         |          | リベレツ州   | チェスカー・リーパ郡 |
| 082    | ヴォルファルチツェ駅                       | 1.4          | 13.3         |          | リベレツ州   | チェスカー・リーパ郡 |
| 082    | ホルニー・リブハヴァ駅                     | 2.9          | 16.2         |          | リベレツ州   | チェスカー・リーパ郡 |
| 082    | マヌシツェ駅                               | 2.2          | 18.4         |          | リベレツ州   | チェスカー・リーパ郡 |
| 082    | チェスカー・リーパ・ストルジェルニツェ駅   | 3.4          | 21.8         |          | リベレツ州   | チェスカー・リーパ郡 |